# Histoire de Guillaume le Maréchal

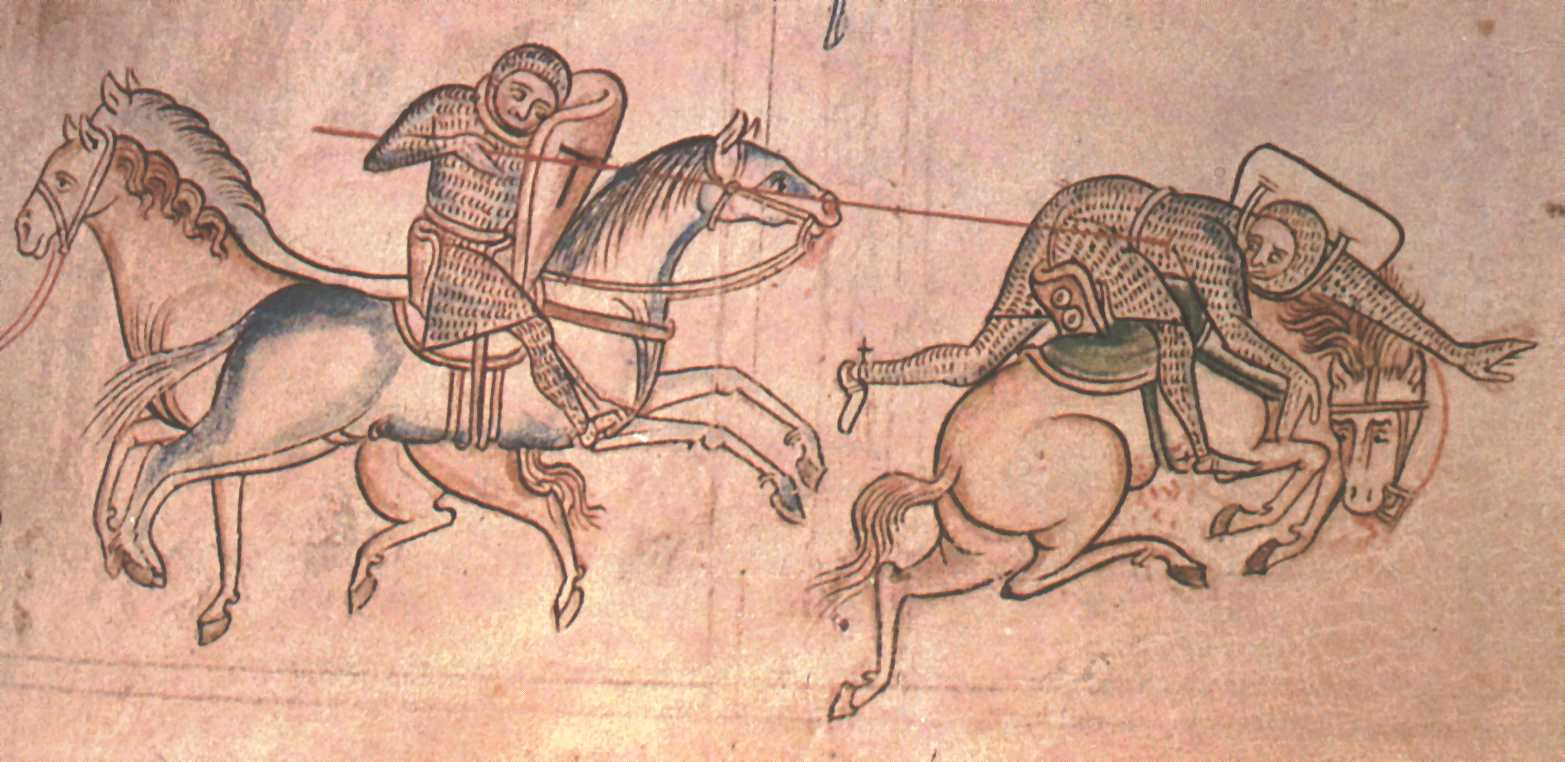
Guillaume le Maréchal était l'un des plus grands tournoyeurs de son temps (Historia Major of Matthew Paris, Cambridge, Corpus Christi College Library, vol 2, p. 85.)

L’Histoire de Guillaume le Maréchal est la biographie en vers du « meilleur chevalier au monde », Guillaume le Maréchal (1146-1219), comte de Pembroke et de Longueville, rédigée peu de temps après sa mort à la demande de son fils.
Composée en 19 214 vers, en couplets rimés octosyllabiques, cette biographie est rédigée en anglo-normand à partir du témoignage de son écuyer John D’Earley. L’Histoire de Guillaume le Maréchal est une source sur l'histoire des règnes de Richard Cœur de Lion et de Jean sans Terre.
Datant peut-être du deuxième tiers du XIIIe siècle, le seul manuscrit subsistant de cette œuvre, qui était autrefois dans la collection de Sir Thomas Phillipps, appartient maintenant à la Pierpont Morgan Library de New York où il porte la cote M888. La première édition de ce manuscrit a été publiée de 1891 à 1901  par Paul Meyer en trois volumes.

## Voir également